# Rájec nad Svitavou (zámek)
Zámek Rájec nad Svitavou je pozdně barokní zámek typu maison de plaisance ze 2. poloviny 18. století, vzniklý přestavbou dřívější tvrze a renesančního sídla. Nachází na vyvýšenině v bezprostřední blízkosti souměstí Rájec-Jestřebí a nesoucí název původně samostatné obce Rájce nad Svitavou. Je chráněn jako národní kulturní památka. Je ve vlastnictví státu (správu zajišťuje Národní památkový ústav) a je přístupný veřejnosti.

## Historie

### Předchůdce zámku
Předchůdci současného zámku byly ve středověku tři tvrze. Existence starší z nich je předpokládána již ve 13. století, společně s novější je v pramenech doložena ve století 14. a 15. Tvrze byly pobořeny nejprve zřejmě za domácích tzv. markraběcích válek mezi markrabětem Joštem a jeho bratrem Prokopem, posléze roku 1431 při nájezdu husitských vojsk; naposledy zmíněny jako pusté roku 1446. Pravděpodobnými zakladateli tvrzí byli příslušníci vladycké rodiny pánů z Rájce (první známý člen rodu je Všebor, uvedený jako svědek na listině moravského markraběte Přemysla purkrabímu hradu Veveří z roku 1236), v jehož vlastnictví zůstaly až do poslední čtvrtiny 14. století. Větší z tvrzí je lokalizována do místa zvaného Hradisko severozápadně od Rájce-Jestřebí, menší do blízkosti současného zámku, nicméně přesná poloha ani podoba není známa. Tvrze byly společně s panstvím postupně ve vlastnictví vladyckého rodu pánů z Rájce (erb beraní hlavy na štítě), pánů z Kunštátu, z Lomnice a nakonec se už jako zpustlé staly součástí majetků olomouckého biskupa Pavla z Miličína.

### Přestavba na zámek
Roku 1464 přešlo rájecké zboží do držby vladyckého a později panského rodu Drnovských z Drnovic, jehož příslušníci v 2. polovině 15. století menší z tvrzí obnovili v pozdně gotickém stylu, následně pak kolem roku 1570 nechal vynikající hospodář a nejvyšší dvorský sudí markrabství moravského Bernard Drnovský z Drnovic († 1601) toto sídlo podstatně přestavět a rozšířit v renesančním duchu na čtyřkřídlý dvoupatrový zámek s pravoúhlým arkádovým nádvořím a věží nad hlavním vchodem. Kolem bylo postupně vybudováno předzámčí s hospodářskými budovami z větší části dosud zachovanými, zatímco zámek samotný byl zcela zničen požárem roku 1756. Alespoň přibližná podoba zámku, zabírajícího plochu dolních částí současného parku, je známa z obrazu sv. Floriána datovaného roku 1657 a umístěného v kostele Všech svatých v Rájci, díky nedokonalosti malby však přesnou detailní rekonstrukci nelze provést. V písemných pramenech se ještě uvádí k zámku náležející zahrada s bludištěm, součástí zahrady byla též tzv. sala terrena kruhového půdorysu a velká ptačí klec.

### Stavební vývoj

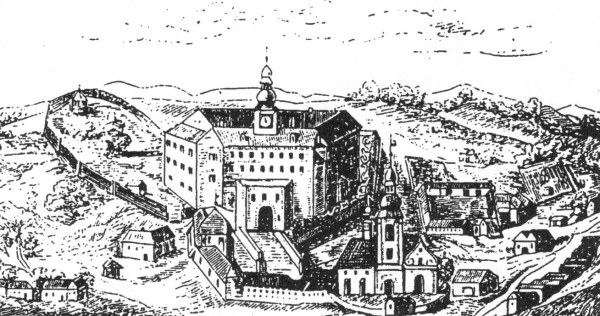
Renesanční zámek v Rájci roku 1670

V době požáru zámku vlastnil rájecké dominium původem štýrský hraběcí rod Rogendorfů, za jehož člena, úředníka císařské dvorské kanceláře Georga Ehrenreicha († 1653) se roku 1621 provdala Johanka Drnovská (1599–1667), poslední z rodu Drnovských, jíž bylo rájecké panství přiřknuto po určitých peripetiích 12. 8. 1661 císařem Leopoldem I. Vzhledem k tomu, že Rogendorfové v polovině 18. století dávali přednost pohodlnějšímu paláci v Brně, nebyl zámek po požáru obnoven a zůstal v troskách.
Dne 23. března 1763 panství koupil od bratrů své manželky Raffaely roz. z Rogendorfu (1726–1807) starohrabě Antonín Karel Salm-Reifferscheidt (1720–1769), tajný rada, nejvyšší komoří, diplomat a hofmistr ve službách Marie Terezie a Josefa II., jemuž byl vychovatelem. Bezprostředně po uzavření kupní smlouvy přikročil k výstavbě současného zámku a stal se zároveň zakladatelem nové rodové větve, píšící se záhy Salm-Reifferscheidt-Raitz.
Pro své nové reprezentační sídlo v Rájci si starohrabě A. K. Salm vybral moderní plány vídeňského architekta francouzského původu Isidora Canevaleho (1730–1786), který vytvořil projekt zámku ve stylu tzv. rokokového klasicismu, zvaného někdy též stylem luisézním, v našem prostředí dosti ojedinělým. Inspiraci nalezl v letních sídlech francouzské šlechty doby Ludvíka XVI., o čem svědčí nejen disposice jednotlivých křídel, ale rovněž využití mansardové střechy. To, že projektování byla věnována náležitá pozornost, dokládá několik různících se plánů, přičemž k drobným změnám a úpravám ve vybraném nákresu docházelo i v průběhu stavby. Konečným výsledkem pak byla trojkřídlá stavba s hlavní dvoupatrovou budovou a mansardovou střechou, centrálním bodem se stal ústřední sál prostupující oběma patry, kolem nějž byly symetricky navrženy obytné, reprezentační a další prostory. Jednotlivé trakty pak ohraničují východně orientované čestné nádvoří.
Autorství plánů bylo v minulosti hojně diskutováno a mylně připisováno málo známému vídeňskému architektu Antoniu Beduzziovi a především významnému brněnskému architektu Františku Antonínu Grimmovi. K této interpretaci mohla vést přítomnost mnoha jeho plánů v zámecké knihovně (ty však nemají se zámkem nic společného, neboť se do něj dostaly až jako pozůstalost), jinou verzí je špatné čtení příjmení salmovského úředníka F. N. Brunna, vedoucího stavebních prací, a jeho záměna za „Grimm“. Typologické srovnávání Canevalových projektů i zmínky v archivních pramenech vedly nicméně k jednoznačnému potvrzení jeho autorství rájeckého zámku.

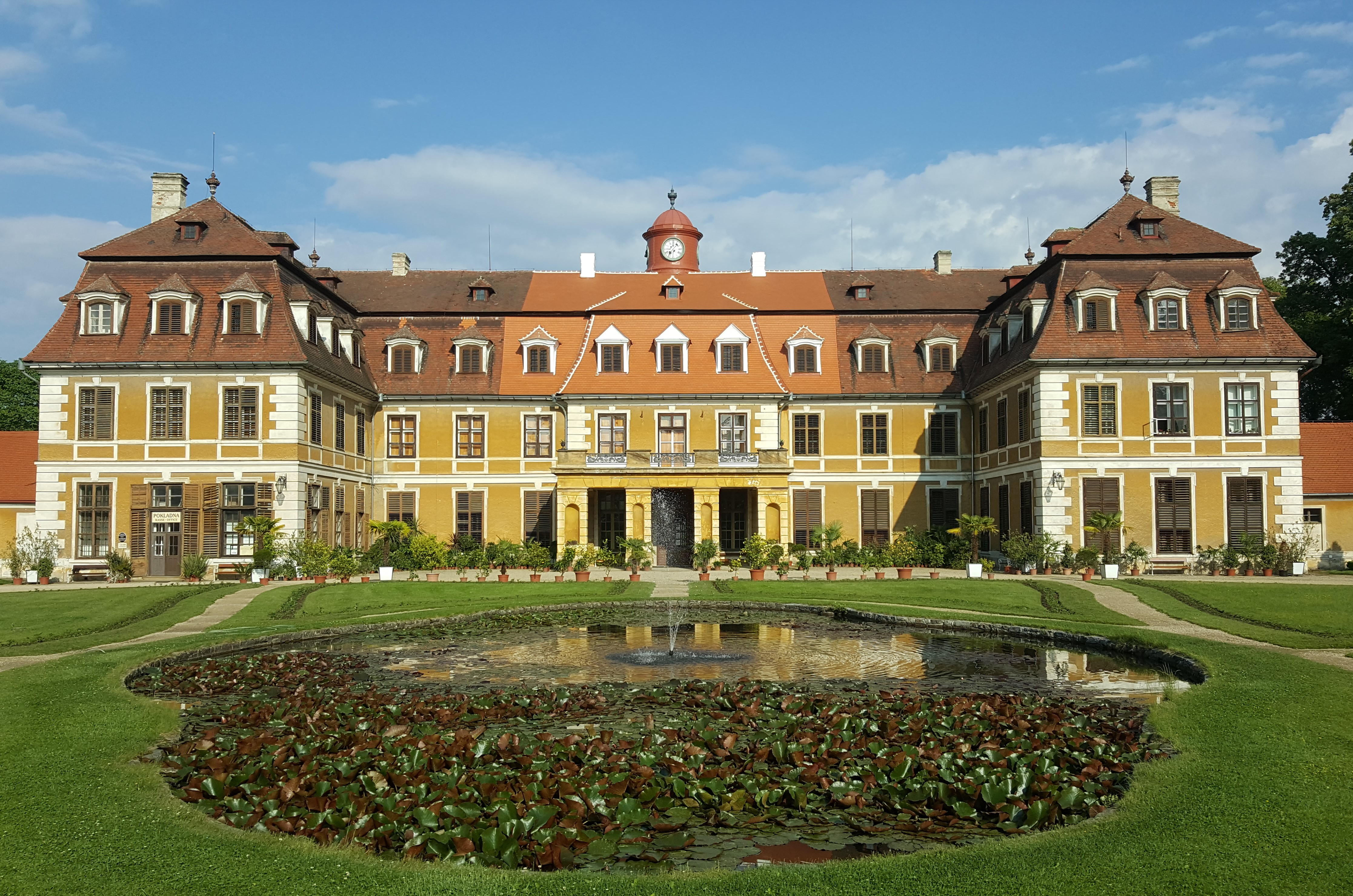
hlavní průčelí

Vlastní stavba zámeckého komplexu probíhala v letech 1763–1769, přičemž stavební práce započaly krátce po uzavření kupní smlouvy, už na jaře 1763, což společně s vyhotovením vícera plánů a nutnými terénními úpravami podporuje domněnku, že s přípravami na budování nového sídla v Rájci mohli začít již Roggendorfové. Zároveň došlo k postupnému bourání trosek renesančního zámku, které posloužily jako laciný zdroj stavebního materiálu.
Stavba probíhala zpravidla od března/dubna do listopadu a postupovala poměrně rychle: hlavní budova byla dokončena roku 1764, kdy bylo přistoupeno i k úpravám průčelí a interiérů, roku 1765 vznikly oba jižní pavilony, roku 1766 severní, tzv. kuchyňský pavilon, zároveň byly vybudovány koutové spojky u jižního i severního pavilonu a došlo k srovnání plochy budoucího nádvoří. Roku 1767 bylo započato s úpravami zámecké zahrady (navážení zeminy, stavba ohradní zdi), pokračovalo se v pracích na zámeckých budovách a v hlavní budově pracoval na umělecké výzdobě prostějovský malíř František Antonín Šebesta zv. Sebastini. Tehdy byl vystavěn i průčelní podjezd a křídlo mezi jižními pavilony. Roku 1768 vznikly dnes již neexistující stáje, uzavírající východní stranu nádvoří, byl dokončen druhý severní pavilon i křídlo mezi oběma severními pavilony. Do roku 1769 pak probíhaly zbývající stavební i umělecké práce menšího rozsahu. Celkové náklady činily 71 549 zlatých.
Na stavbě zámku se podíleli především řemeslníci z Rájce a okolí (Boskovic, Vranova, Blanska apod.), stavební práce řídil vrchnostenský úředník František Nepomuk Brunn, který vždy přes zimu odjížděl na konzultace do Vídně, jinak zasílal starohraběti Salmovi týdenní písemné relace o průběhů prací, dnes velmi cenný materiál pro poznání zrodu zámku. Doloženy jsou i jeho vlastní zásahy do projektu (návrh na parketové podlahy, hlavní vjezd aj.), k nimž ho patrně vedla jejich nezbytnost společně s nepřítomností architekta – z dobových pramenů vysvítá, že I. A. M. Canevale evidentně Rájec nikdy nenavštívil.

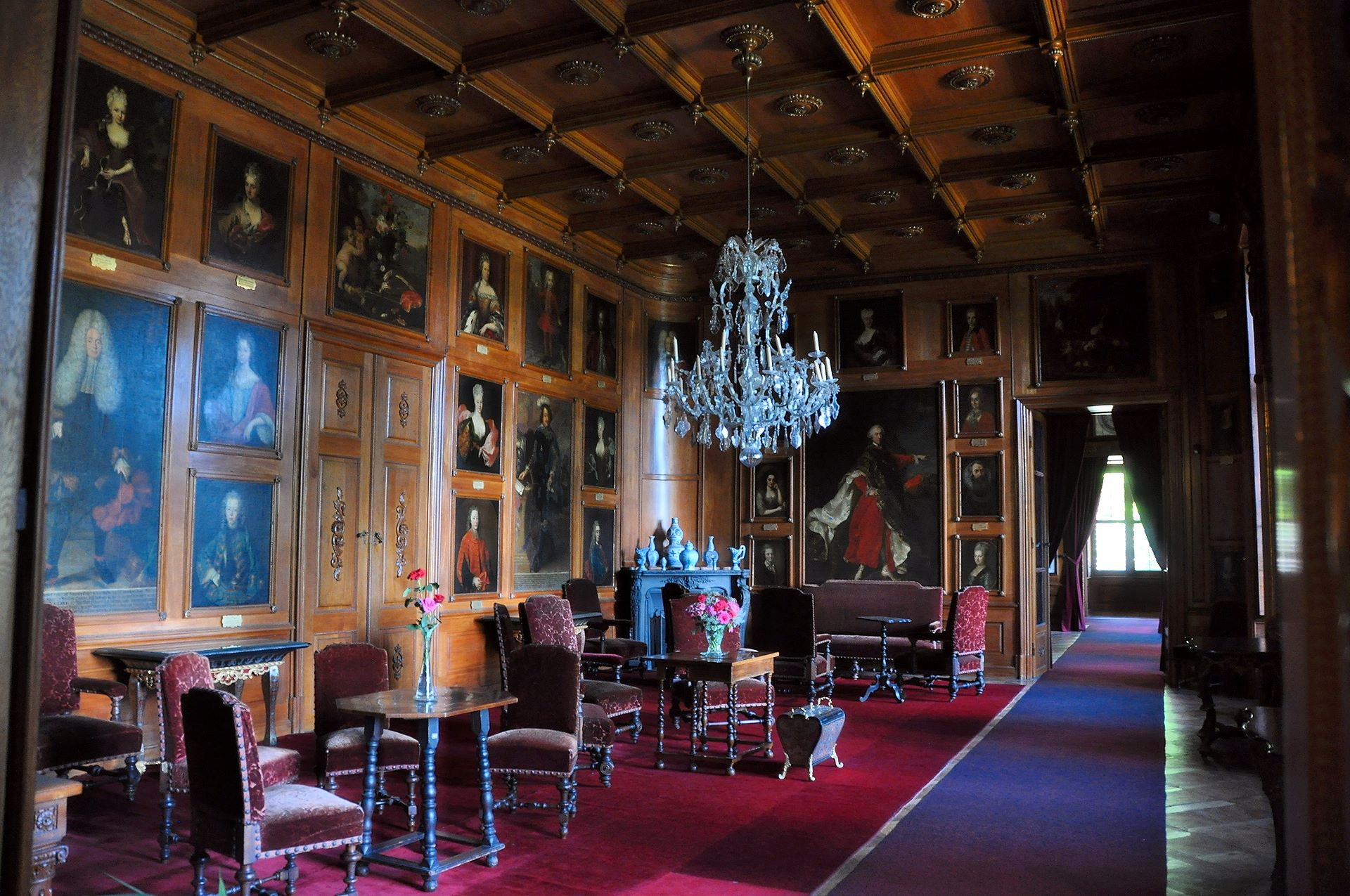
sál s dřevěným obložením

V následných letech docházelo k několikerým úpravám jak stavebního, tak uměleckého rázu: kupř. v letech 1791–1792 byla v části jižního traktu zřízena nová empírová kaple Nanebevzetí Panny Marie (rozšířená do dnešní podoby patrně v letech 1806–1808), roku 1777 přemaloval fresky F. A. Šebesty-Sebastiniho v ústředním sále rakouský malíř působící v Brně Kajetán Schaumberger, v průběhu 19. století zanikla většina Šebestovy rokokové výmalby. Nejvýraznější proměnou prošly místnosti v přízemí, sloužící reprezentačním účelům, v 70. letech 19. století, kdy byly dle návrhu Bedřicha Wachsmanna upraveny novorenesančně (kazetové stropy, dřevěné obložení stěn). Postupně docházelo i k výměnám původních parketových podlah. Záměr kompletní novogotické přestavby z roku 1868 však nebyl uskutečněn.
Zámek po svém dokončení (vedeném již synem zesnulého A. K. Salma – Karlem Josefem) sloužil starohraběcímu a posléze knížecímu rodu Salmů jako letní sídlo (pobývali na něm buď přes letní měsíce, nebo později hlavně na podzim za lovecké sezóny), a to až do doby první republiky, kdy se po zániku vídeňského habsburského dvora do Rájce přestěhovali natrvalo.
Hosty knížecí rodiny bývaly na zámku i významné osobnosti – jmenujme např. rakouského prozaika a dramatika Ferdinanda von Saara, obrozenského vědce Josefa Dobrovského nebo císaře Františka Josefa I., který v Rájci přespal při vojenských manévrech roku 1871. Prostřednictvím malířsky nadané starohraběnky Augusty provd. Clam-Martinicové, jejíž díla jsou k vidění v přízemí zámku, měli Salmové vazbu i na rodinu Mánesů.

### Zámek ve 20. století

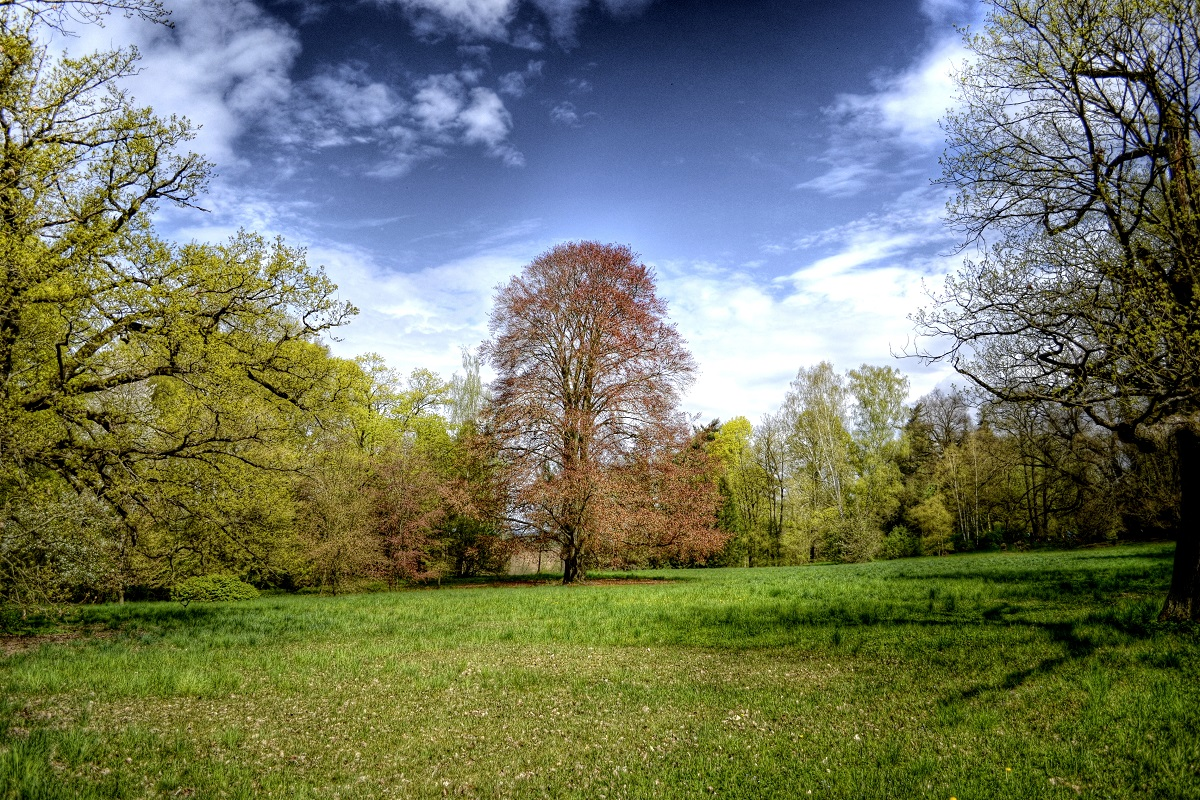
zámecký park

V roce 1945 byl zámek společně s dalším majetkem rodu Salm-Reifferscheidtů zkonfiskován na základě tzv. Benešových dekretů a přešel do vlastnictví státu. Již roku 1949 bylo přízemí zpřístupněno veřejnosti, první patro pak v 50. letech po zřízení obrazárny, představující jen málo doplněnou cennou uměleckou sbírku, nashromážděnou příslušníky rodu Salmů. Sbírce bylo roku 1955 vyhrazeno celé první poschodí, odborně ji zpracoval a posléze i nainstaloval doc. dr. Oldřich Jakub Blažíček. V zámku bylo také roku 1952 otevřeno Museum moravského krasu, v pozdějších letech však zrušené.
Z úprav, prováděných po zestátnění zámku, uveďme např. zrestaurování většiny obrazů, obnovení v 1. polovině 20. století zabílené Schaumbergerovy fresky v ústředním (dnes tzv. Slavnostním) sále roku 1959, opravy fasád a úprava čestného nádvoří ve stylu francouzské zahrady v 50. – 60. letech a samozřejmě různé, dle potřeby prováděné obnovovací a restaurátorské práce v interiérech budovy, pokračující i v 70. – 80. letech, jedním z nejvýraznějších těchto počinů po roce 1989 bylo v letech 2001–2002 zrestaurování a obnovení kaple, sloužící po roce 1949 Církvi československé, v 70. – 90. letech pak jako skladovací prostory. Zároveň v ní bylo zřízeno lapidárium pro pískovcové náhrobky Drnovských z Drnovic a Morkovských ze Zástřizl, přemístěných do kaple z vnějšku farního kostela v Rájci roku 2001.
Zámecké zahradnictví se od roku 1973 specializuje na pěstování kamélií – v uvedeném roce tam byla převezena vzácná sbírka kamélií z Průhonic u Prahy, čítající dnes přes padesát odrůd, z nichž některé byly vyšlechtěny rájeckým zámeckým zahradníkem Janem Dvořákem. V současnosti o kamélie pečuje zámecký zahradník Evžen Kopecký.

## Současnost

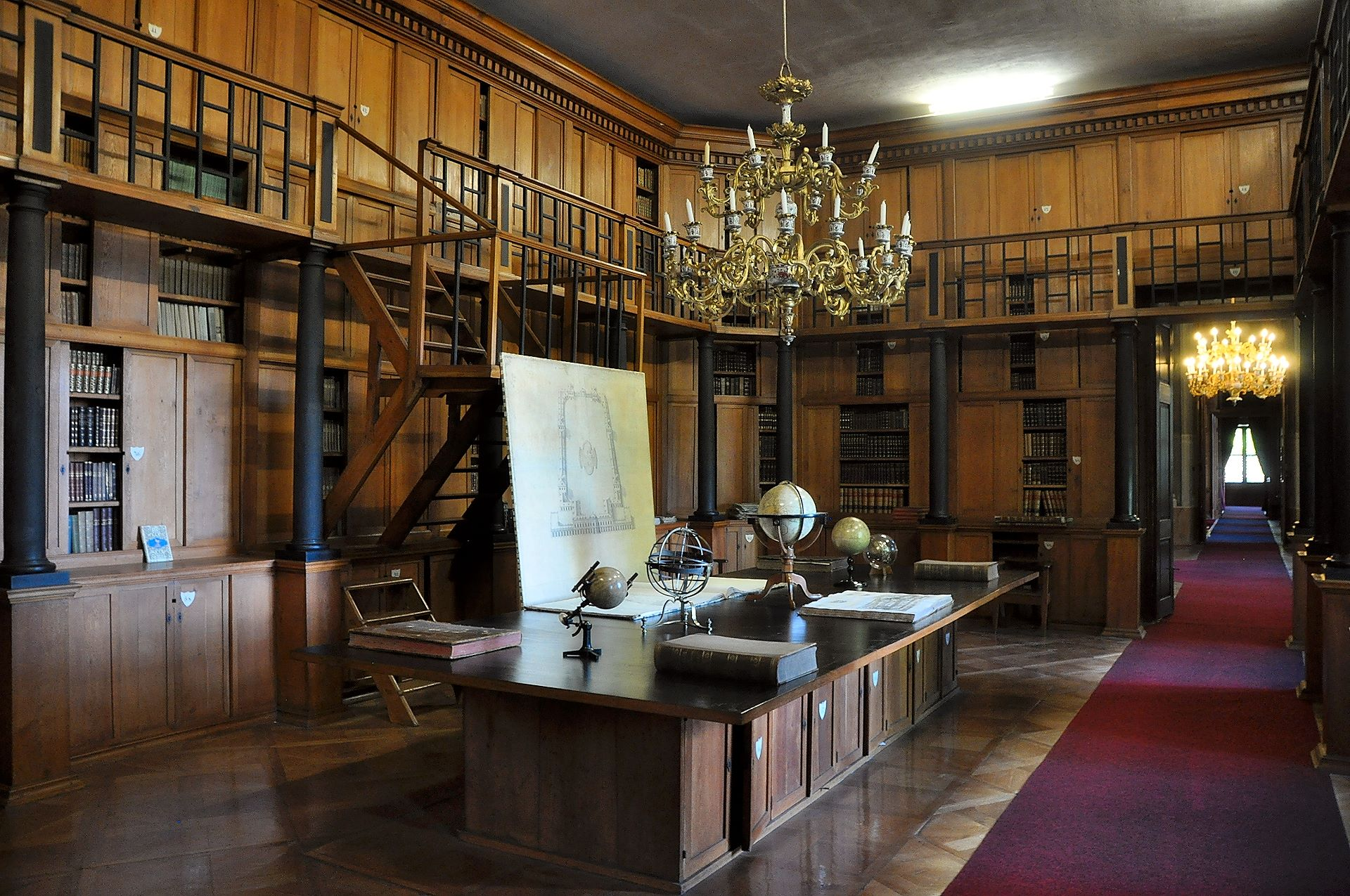
knihovna

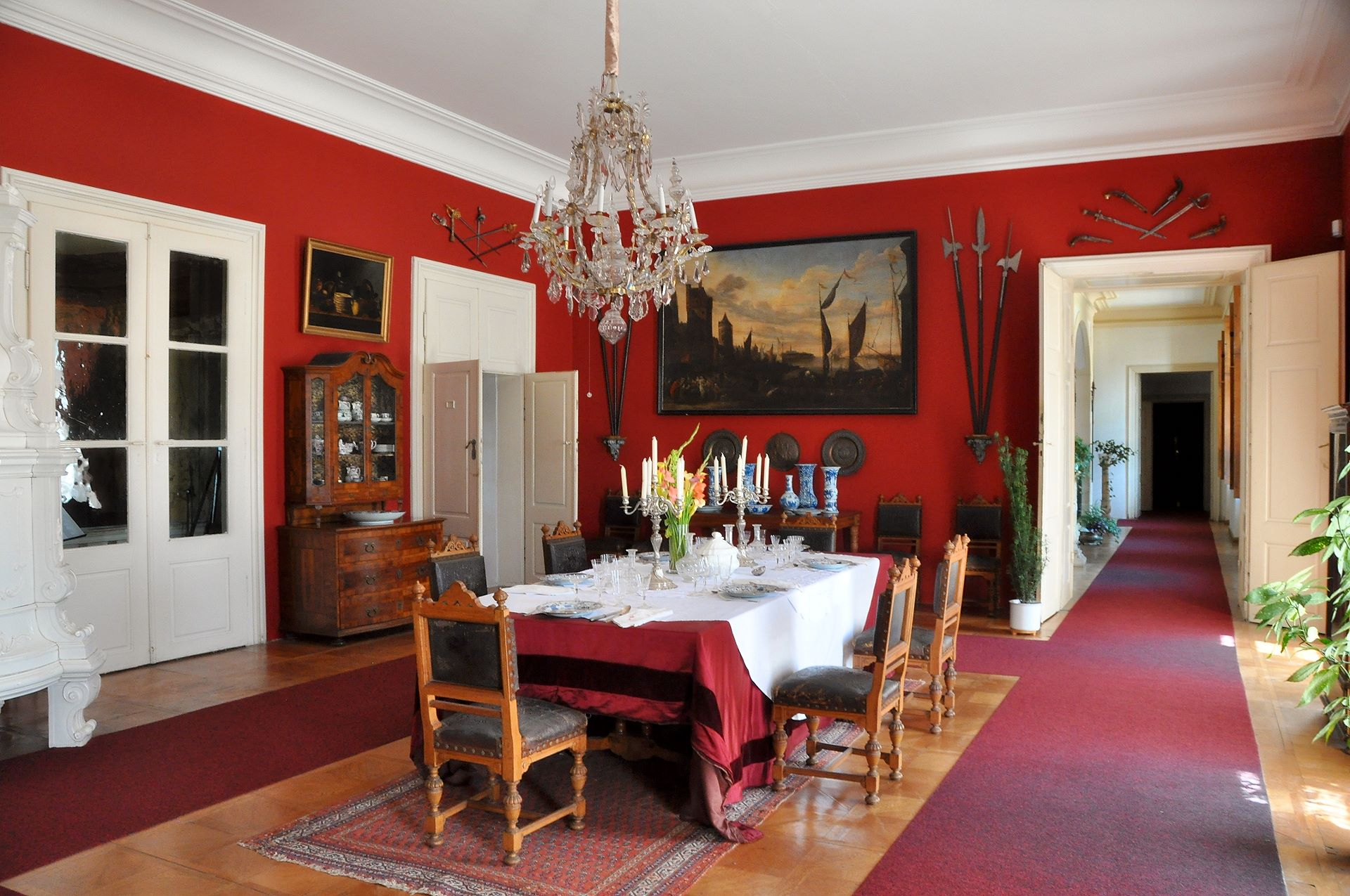
jídelna

Po roce 1989 vznesli příslušníci rodiny Salmů restituční nároky, které dodnes nebyly jednoznačně dořešeny, zámek tedy zůstává ve státním vlastnictví. Veřejnosti je zpřístupněno reprezentační přízemí zahrnující sbírku orientálního porcelánu, soubory rytin dle děl P. P. Rubense, Ch. Le Bruna a Raffaela, s rodovou historií seznamuje množství rodinných portrétů především v „Sále předků“, místnosti jsou zařízeny nábytkem z 19. stol. v historizujícím stylu, dále nábytkem ve stylu holandského baroka z 18. stol. a zastoupeny jsou i honosné výrobky versailleského nábytkáře Ludvíka XIV. André-Charlese Boullea. Sály v severní části přízemí zabírá obsáhlá, cenná knihovna (druhá největší šlechtická knihovna na Moravě), obsahující 59 479 svazků z mnoha naučných oborů i beletrie, nechybí vzácné rukopisy ze 14. – 15. století, řada prvotisků a paleotypů do roku 1550, pozůstalosti některých osobností a knihy s okultní, esoterickou tematikou, připomínající zednářské aktivity knížete Karla Josefa Salm-Reifferscheidta (1750–1838), zakladatele knihovny. V rovněž zpřístupněném prvním patře zámku, v bývalých obytných prostorách, se nachází mimo místností vybavených historickým mobiliářem (rokoko, biedermeier, historismus) také klenotnice, obsahující cennou sbírku broušených křišťálových manýristických nádob patrně z dílny brusiče Ottavia Miseroniho, působícího v rudolfínské Praze.
Součástí prohlídkové trasy je od roku 2002 zámecká kaple, přilehlá místnost slouží k tematicky zaměřeným výstavám, volně přístupný je anglický park s rozlohou přes 12 ha, založený roku 1767 (jen na svahu k obci), rozšířený do současné rozlohy roku 1830 nejvýznamnějším příslušníkem rodu, starohrabětem Hugo Františkem Salmem, obsahující mj. řadu vzácných dřevin a tři rybníčky, napájené původním samospádovým vodovodem, který přivádí vodu i do rybníčku s vodotryskem na čestném nádvoří.
V prostorách zámku probíhají každoročně od roku 1999 noční prohlídky (šermířská vystoupení se zábavným, dobrodružným, pohádkovým či hororovým dějem), „Slavnostní sál“ slouží koncertům klasické hudby (mj. v rámci festivalu Concentus Moraviae) a svatebním obřadům, roku 2001 byla znovuobnovena tradice poutí do zámecké kaple při svátku patrocinia 15. 8., příležitostně je kaple využívána i pro koncertní účely. Každoročně na přelomu února a března se na zámku pořádá tradiční výstava kamélií a květinových aranžmá.

## Návštěvnost[3]
| Rok  | Počet návštěvníků |
| ---- | ----------------- |
| 2005 | 30 590            |
| 2006 | 23 222            |
| 2007 | 20 208            |
| 2008 | 22 761            |
| 2009 | 20 066            |
| 2010 | 21 959            |
| 2011 | 18 021            |
| 2012 | 24 533            |
| 2013 | 22 805            |
| 2014 | 22 409            |
| 2015 | 25 690            |
| 2017 | 25 486            |
| 2018 | 28 429            |
| 2019 | 23 943            |
| 2020 | 16 857            |
| 2021 | 17 257            |